# Gmina zbiorowa Gieboldehausen
Gmina zbiorowa Gieboldehausen (niem. Samtgemeinde Gieboldehausen) – gmina zbiorowa położona w niemieckim kraju związkowym Dolna Saksonia, w powiecie Getynga. Siedziba gminy zbiorowej znajduje się w mieście (niem. Flecken) Gieboldehausen.

## Podział administracyjny
Do gminy zbiorowej Gieboldehausen należy dziesięć gmin, w tym jedno miasto (Flecken):
1. Bilshausen
2. Bodensee
3. Gieboldehausen
4. Krebeck
5. Obernfeld
6. Rhumspringe
7. Rollshausen
8. Rüdershausen
9. Wollbrandshausen
10. Wollershausen